# Artoria separata
Artoria separata là một loài nhện trong họ Lycosidae.
Loài này thuộc chi Artoria. Artoria separata được Cor J. Vink miêu tả năm 2002.